# Thayeria ifati
Thayeria ifati är en fiskart som beskrevs av Géry, 1959. Thayeria ifati ingår i släktet Thayeria och familjen Characidae. Inga underarter finns listade i Catalogue of Life.